# People Keep Talking
People Keep Talking é o álbum de estúdio de estreia do artista musical norte-americano de hip hop Hoodie Allen. Primeiramente anunciado a 19 de Agosto de 2014, foi finalmente lançado a partir de 14 de Outubro seguinte através da editora discográfica Alternative Distribution Alliance (ADA). O projecto vendeu 30.246 unidades ao longo da sua primeira semana de comercialização, rendendo-lhe uma estreia no número oito da tabela musical de álbuns dos Estados Unidos. "All About It", o quarto single lançado do álbum, alcançou as 75 melhores posições da tabela de canções do país, além de ter conseguido fazer uma estreia nas tabelas de nações europeias como a Alemanha e a Áustria.

## Alinhamento de faixas
People Kepp Talking
1. "100 Percent of Something" — 3:37
2. "People Keep Talking" — 3:33
3. "Movie" — 3:59
4. "Won't Mind" (com participação de MAX) — 4:12
5. "All About It" (com participação de Ed Sheeran) — 3:25
6. "Dumb for You" — 3:11
7. "Sirens" (com participação de Alex Wiley) — 3:57
8. "Act My Age" — 3:12
9. "Numbers" — 3:29
10. "Get It on the Low" — 3:42
11. "Show Me What You're Made Of" — 4:13
12. "The Real Thing" — 2:49
13. "Overtime" — 3:23
14. "Against Me" (com participação de MAX) — 4:01

Amostras
- "People Keep Talking" contém uma interpolação de "Between the Sheets", composta por E. Isley, M. Isley, O.K. Isley, R. Isley, R. Isley, e C. Jasper.

## Créditos
Os créditos seguintes foram adaptados do AllMusic.
| - Miles Arntzer — arranjos de trompete - Battle Roy — instrumentação, produção - Nick Bilardello — direcção de arte - Jared Evan — produção, vocais, vocais de apoio - RJ Ferguson — produção - Chris Gehringer — masterização - Ian Gottshalk — guitarra - Jairus Holt — engenharia - Hoodie Allen — artista principal - !llmind — produção | - Alex "AK" Kresovich — produção - Steven Markowitz — A&R - Raymond Mason — brass - Jason Mater — produção, guitarra - Max Schneider — vocais adicionais - Dylan McDougle — produção adicional, engenharia acústica, mistura - Jay O'Byrne — direcção de arte - Wade Ridenhour — produção adicional, piano - Craig Rosen — A&R | - Angelica Salem — vocais de apoio - Max Schneider — vocais adicionais - Ed Sheeran — vocais adicionais - Matt Vogel — fotografia - Jas Walton — saxofone - Parrish Warrington — produção - Dan Weston — mistura - Alex Wiley — vocais adicionais |

## Desempenho nas tabelas musicais
| País — Tabela musical (2014-15)                     | Posição de pico |
| --------------------------------------------------- | --------------- |
| Canadá — Albums Chart (Billboard)                   | 24              |
| Alemanha — Offizielle Top 100 (GfK)                 | 65              |
| Suíça — Albums Top 100 (Schweizer Hitparade)        | 68              |
| Estados Unidos — Billboard 200                      | 8               |
| Estados Unidos — Top R&B/Hip-Hop Albums (Billboard) | 2               |
| Estados Unidos — Top Rap Albums (Billboard)         | 2               |

| País — Tabela musical (2014)                        | Posição |
| --------------------------------------------------- | ------- |
| Estados Unidos — Top R&B/Hip-Hop Albums (Billboard) | 74      |